# Sikula község
Sikula község (románul: Comuna Șicula) község Arad megyében, Romániában. Központja Sikula, beosztott falvai Garba, Kerülős.

## Népessége
A 2011-es népszámlálás adatai alapján a község népessége 4301 fő volt.